# Terron Armstead
(en) Statistiques sur pro-football-reference
Terron Armstead, né le 23 juillet 1991 à Cahokia (Illinois), est un joueur américain de football américain. Il joue offensive tackle en National Football League (NFL).

## Biographie

### Carrière universitaire
Étudiant à l'université de l'Arkansas à Pine Bluff, il a joué pour l'équipe des Golden Lions de 2009 à 2012.

### Carrière professionnelle
Lors du combine de la NFL tenu en prévision de la draft 2013 de la NFL, il se fait remarquer lors du sprint de 40 yards avec un temps de 4,71 secondes, soit le temps le plus rapide pour un joueur de ligne offensive,. Lors de la draft, il est sélectionné par les Saints de La Nouvelle-Orléans au troisième tour, en 75e position.
Il commence la saison 2013 comme remplaçant, mais devient titulaire au poste de tackle gauche vers la fin de la saison. La saison suivante, il est maintenu tackle gauche titulaire.
En mai 2016, il prolonge son contrat avec les Saints pour 5 ans et un montant de 64,5 millions de dollars.
Bien qu'il ait manqué six matchs durant la saison 2018, il est sélectionné au Pro Bowl dans le cadre de cette saison pour la première fois de sa carrière. Malgré les nombreuses blessures subies durant sa carrière et le fait qu'il n'ait pas joué une saison complète, il est considéré comme un des meilleurs joueurs de la ligue à sa position, en étant le joueur ayant le plus petit pourcentage de sacks et de pressions sur le quarterback concédés parmi tous les tackles de la ligue depuis le début de sa carrière,.
Après neuf saisons avec les Saints, il signe le 22 mars 2022 un contrat de 5 ans pour 75 millions de dollars avec les Dolphins de Miami.